# Eddy Hellebuyck
Eddy Hellebuyck, född 22 januari 1961, är en friidrottare från Belgien. Han deltog vid olympiska sommarspelen 1996.